# OpenKM
OpenKM是一个免费/自由的文档管理系统，提供用于管理任意文件的Web界面。 OpenKM包括内容存储库，Lucene索引和jBPM工作流。 OpenKM系统是使用Java技术开发的。
2005年，两名从事商业文档管理解决方案（Sharepoint，Documentum，Hummingbird等）的开源项目（Excalibur搜索引擎或Kofax OCR引擎）参与者，决定启动基于高级技术的开源项目，以构建命名为OpenKM的文件管理系统。
在项目开始时，它获得了PROFIT PROJECT的西班牙政府资金的帮助。 2006年底，第一个OpenKM版本发布。
2011年和2012年，OpenKM开始扩展其市场，将应用程序翻译成超过35种语言，通过创建合作伙伴网络，使文档管理系统能够在全球范围内使用。
2017年，为了在所有地区提供更好的客户关系，OpenKM在加拿大，法国，德国，印度尼西亚，意大利，MENA地区和美国设立了子公司。 创建新分支机构的目的是让员工更好地满足当地客户和对OpenKM感兴趣的人的需求。 2018年，OpenKM Poland成立于OpenKM全球子公司网络。

## 许可
OpenKM使用GNU通用公共许可证（版本2）许可。

## 用途
OpenKM是一个基于Web的文档管理应用程序，因此只需要一个网络浏览器即可使用它。 OpenKM实现了基于GWT（Google Web Toolkit）的Web 2.0用户界面框架，支持Firefox、Internet Explorer、Safari、Chromium和Google Chrome以及Opera的最新版本。还提供适用于基于JQuery Mobile的移动设备的用户界面，用于Microsoft Office的加载项，WebDAV和CIFS协议，用于将OpenKM存储库连接为网络驱动器和FTP协议。

## 架构
OpenKM是使用基于Java EE标准的Java技术和JBoss应用程序服务器开发的。 因此，它可以在各种平台上安装和执行（Linux， Windows等）
OpenKM架构基于以下技术：
- Apache Tomcat也可以部署到其他类似JBoss Application Server
- Java EE（JDK 1.8或更高版本）
- GWT（Google Web Toolkit  -  Ajax）
- Spring Framework
- RESTFul
- Lucene

由于其架构，OpenKM可以在任何操作系统上工作＆mdash; Unix，Linux， Windows＆mdash; 虽然Linux是开发人员推荐的。 数据可以存储在目录或任何RDBMS（ Oracle，PostgreSQL，MySQL， SQL Server等）中。